# Nymphon boogoora
Nymphon boogoora is een zeespin uit de familie Nymphonidae. De soort behoort tot het geslacht Nymphon. Nymphon boogoora werd in 2008 voor het eerst wetenschappelijk beschreven door Bamber. 